# Pięć minut nieba

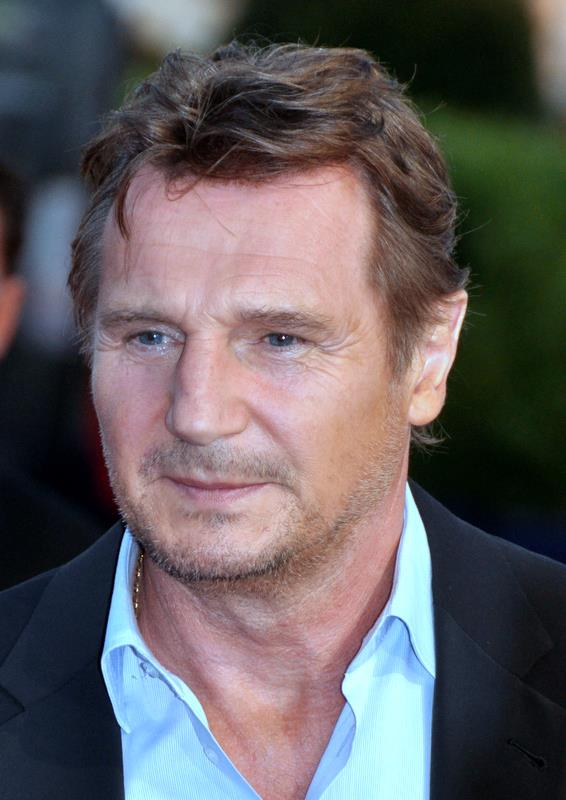
Liam Neeson w roli Alistaira

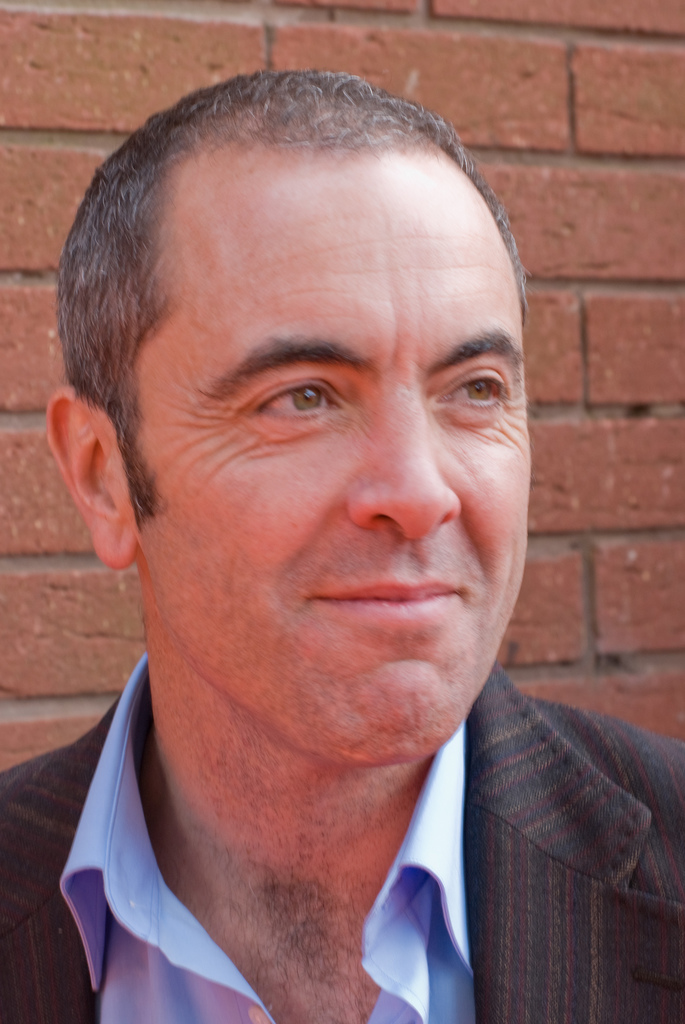
James Nesbitt w roli Joego

Pięć minut nieba (ang. Five Minutes of Heaven) – brytyjsko-irlandzki dramat filmowy z 2009 roku w reżyserii Olivera Hirschbiegela.
Film zdobył na Sundance Film Festival w 2009 dwie nagrody w konkursie międzynarodowym: za najlepszą reżyserię (Oliver Hirschbiegel) i scenariusz (Guy Hibbert).

## Fabuła
Pierwsza część filmu opowiada o autentycznym zdarzeniu zabójstwa. Druga część jest fikcją.
Akcja rozpoczyna się w 1975 roku w Lurgan, w Irlandii Północnej. Grupa bojówek Ulster Volunteer Force na czele z 17-letnim Alistairem Little zabija katolika powiązanego z IRA Jamesa Griffina. Świadkiem całego zdarzenia jest 8-letni Joe, brat ofiary. Po ponad trzech dekadach Alistair (Liam Neeson) i Joe (James Nesbitt) mają okazję spotkać się ponownie. Zostali zaproszeni do programu telewizyjnego, którego tematem jest irlandzkie pojednanie. Sprawa się jednak komplikuje, ponieważ Joe przychodzi na nagranie z nożem i planem zemsty na Alistairze.

## Obsada
- Liam Neeson jako Alistair Little
- James Nesbitt jako Joe Griffen
- Anamaria Marinca jako Vika
- Richard Dormer jako Michael
- Barry McEvoy jako kierowca Joego
- Conor MacNeill jako Dave
- Mark Ryder jako Alistair w młodości

## Produkcja
Zdjęcia kręcono w Irlandii Północnej: w Belfaście oraz na terenie hrabstw Armagh (Lurgan), Antrim (zamek Glenarm) i Down (Newtownards).

## Odbiór
Film spotkał się z pozytywną reakcją krytyków. W serwisie Rotten Tomatoes 76% z 45 recenzji było pochlebnych. W witrynie Metacritic średnia z ocen z 15 recenzji wyniosła 62 punktów. Użytkownicy serwisu Filmweb ocenili film na 6,4/10.